# Zyfflich
Zyfflich – miejscowość w gminie Kranenburg, w powiecie Kleve, Nadrenii Północnej-Westfalii. Na północy, zachodzie i południowym zachodzie graniczy z Królestwem Niderlandów. Na dzień 1 stycznia 2018 miejscowość liczy 505 mieszkańców.

## Historia

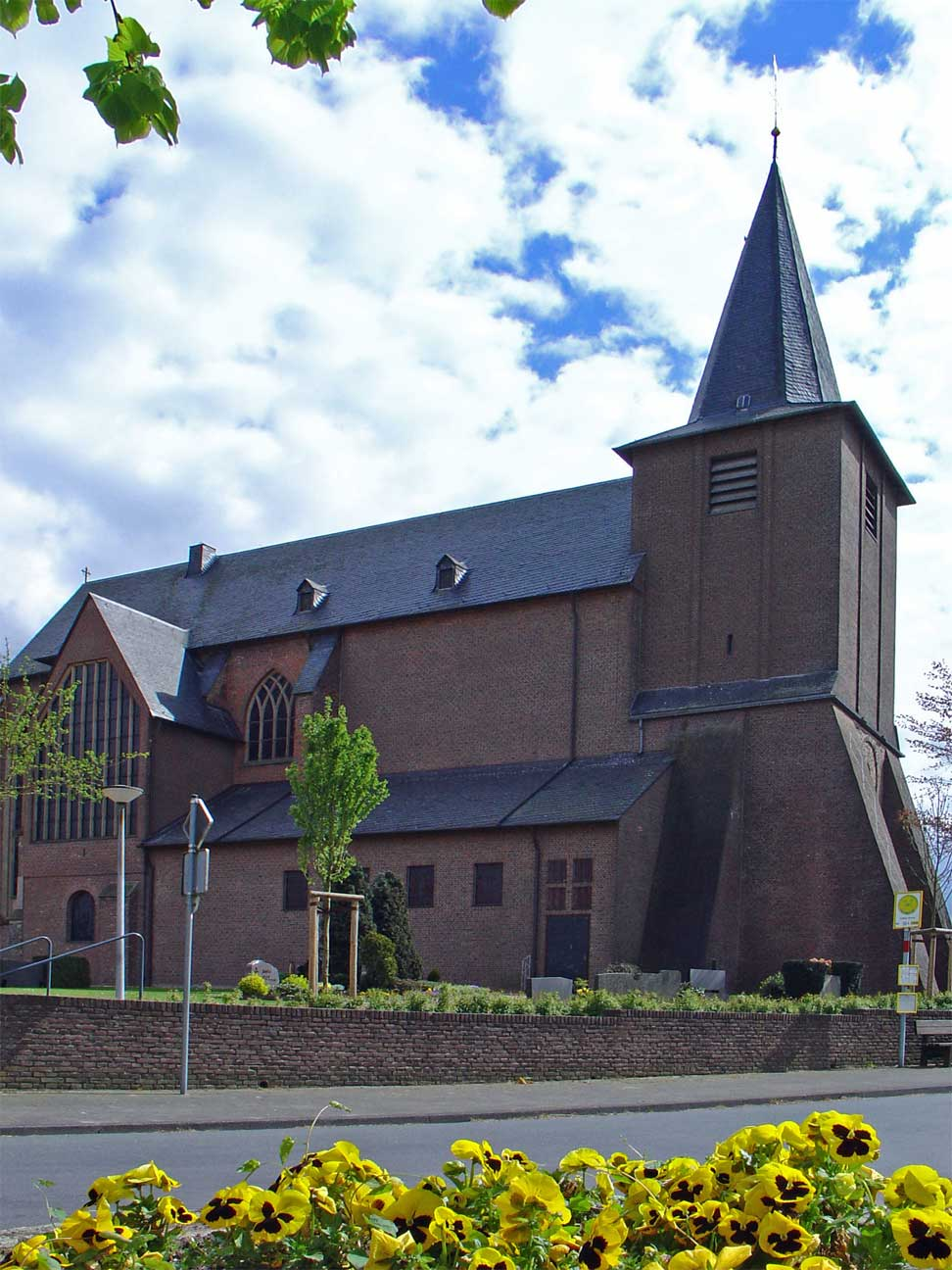
Kościół parafialny św. Marcina w Zyfflich

Znaleziska archeologiczne wskazują, że Zyfflich został już osiedlony w czasach rzymskich i merowingijskich. W latach 1002–1021 hrabia Balderich z Drenthe założył tu klasztor pod wezwaniem Świętego Marcina. Dla tego klasztoru wybudowano nowy kościół, który mimo licznych przeróbek wewnętrznych zachował się w znacznej części. W 1436 r. klasztor przeniesiono do Kranenburga. Od XVI do początku XIX wieku szlachecka rezydencja Haus Germenseel znajdowała się w pobliżu Zyfflich.
W latach 1853–1855 w pobliżu Zyfflich wybudowano poprzeczną zaporę w celu ochrony przed powodzią na Renie. W ostatniej zimie wojny 1944/45, szczególnie w Bitwie pod Reichswald, wieś została bardzo mocno zniszczona. Niewielka, niezamieszkana część gminy Zyfflich na zachód od tamy poprzecznej została w 1949/63 r. przekazana Holandii.
1 lipca 1969 r. Zyfflich zostało włączone do Kranenburga.